# Abronia meledona
Abronia meledona (мірамундійська абронія) — вид веретільницеподібних ящірок родини веретільницевих (Anguidae). Ендемік Гватемали.

## Поширення і екологія
Мірамундійські абронії мешкають на горі Серро-Мірамундо на південному заході Гватемали. Вони живуть у вологих гірських тропічних лісах, на висоті від 2200 до 2630 м над рівнем моря. Ведуть деревний спосіб життя.

## Збереження
МСОП класифікує цей вид як такий, що перебуває під загрозою зникнення. Abronia meledona загрожує знищення природного середовища.